# Listiny Aspernovy
Listiny Aspernovy (anglicky The Aspern Papers) je novela amerického spisovatele a literárního kritika Henryho Jamese. Původně byla publikována roku 1888 v časopise The Atlantic Monthly, později téhož roku vyšla i knižně. Děj Aspernových listin se odehrává v 19. století v Benátkách a je vyprávěn z pohledu nejmenovaného protagonisty.
Dílo je inspirováno skutečnými dopisy mezi Percym Bysshem Shelleym a Claire Clarmontovou, nevlastní sestrou jeho ženy, která si je nechala až do své smrti. Jde o jedno z nejznámějších a současně i nejdelších děl od tohoto autora.

## Děj
Hlavní postavou a zároveň vypravěčem je americký literární kritik, jehož posedlostí je slavný zesnulý básník Jeffrey Aspern. Když se vypravěč dozví o existenci dopisů mezi Aspernem a jeho tehdejší milenkou, Julianou Bordereau, je plně rozhodnut je získat. Cestuje proto do Benátek, vyhledá Julianu a snaží se ji přesvědčit, aby si po dobu několika měsíců mohl pronajmout pár pokojů v jejím domě, kde žije sama jen se svou neteří, postarší slečnou Tinou. Juliana se nejprve zdráhá tento návrh přijmout, ale nakonec ho nechá ve svém domě bydlet.
Vypravěč se začne dvořit slečně Tině v naději, že se s její pomocí zmocní Aspernových dopisů, které Juliana údajně stále vlastní. I po několika měsících v Benátkách se vypravěči ovšem nedaří. Julianu ani slečnu Tinu téměř nevídá a po dopisech není ani stopy. Štěstí se na něj usměje až tehdy, když se začne sbližovat se slečnou Tinou. Nakonec jí prozradí své pravé záměry a k jeho překvapení mu Tina slíbí pomoc. Později Juliana vypravěči nabídne, že mu za přemrštěnou cenu prodá Aspernovu portrétní miniaturu. Dopisy od něj sice nezmíní, ale vypravěč se tímto jen ujistí v přesvědčení, že listiny stále existují.
Když Juliana těžce onemocní, vypravěč se chopí příležitosti. V noci se vloupá do jejího pokoje s odhodláním nalézt a zmocnit se Aspernových listin. Juliana ho ovšem přistihne, když se chystá vyloupit její psací stůl, a zhroutí se. Vypravěč uteče, a když se po několika dnech vrátí, zjistí, že Juliana zemřela. Po smrti Juliany jsou dokumenty ve vlastnictví slečny Tiny, ale ani ta nemá v úmyslu je vydat – snad jen za předpokladu, že si ji vypravěč vezme.
Vypravěče vidina sňatku se starou pannou vyděsí a opět prchá. Zpočátku má pocit, že nabídku nikdy nemůže přijmout, ale postupně začíná měnit názor. Zanedlouho se vrátí do Benátek a nabídne slečně Tině sňatek – ta se s ním ovšem rozloučí se slovy, že všechny dopisy spálila. Vypravěč je zničen a ihned odjíždí z Benátek, bez dopisů i finančních prostředků.

## Filmové adaptace
Kniha Listiny Aspernovy byla v průběhu let zfilmovány mnohokrát, ne vždy však film zůstal věrný své předloze. Nejstarší adaptací je americký psychologický thriller s hororovými prvky The Lost Moment z roku 1947 v režii Martina Gabela. Film odráží některé detaily své předlohy a rámcovou zápletku, ale radikálně mění charaktery postav a přidává prvky jako například schizofrenii, vraždu a požár.
Další filmovou adaptací je československý film Listy Juliane z roku 1978, která se předlohy drží o něco věrněji, než ta předchozí. Hlavní role si zahráli Naďa Hejná, Martin Huba, Magda Vášáryová a režie se chopila Ľuba Vančová-Velecká.
Nejnovějším filmem, který byl natočený podle knihy Aspernovy listiny je německo-anglické drama The Aspern Papers, které režíroval Julien Landais. V roce 2018 měla tato adaptace světovou premiéru na Benátském filmovém festivalu, kritiky ani diváky ovšem moc nenadchla.

## Interpretace
Knihu můžeme interpretovat jako analýzu toho, co všechno je člověk schopný udělat pro dosažení svých cílů. Příběh nám tak přináší otázky o hodnotě uměleckých děl, etice vědeckého výzkumu a morálních hranic, které jsou ochotni lidé překročit kvůli své vášni a touze po slávě. Novela se také zabývá povahou umění a jeho vlivem na životy lidí. Zkoumá myšlenku, zda umělecká díla mohou nabýt vlastního života a mít trvalý vliv i mimo dobu života umělce. Dalším tématem je síla tajemství. Kniha nám ukazuje, jak tajemství mohou ovlivňovat a formovat životy jedinců a jak se mohou stát zdrojem posedlosti.
Škvorecký a Dorůžka v doslovu Aspernových listin z roku 1996 říkají: „Vypravěč ovšem přesto je v podstatě ironik, zaujatý hrou, kterou hraje, a chvějící se o sázku. V sázce jsou listiny Aspernovy a hrdinovým protihráčem je nelidsky věkovitá stařenka, nevkusně lačná peněz. Pomalu kousek po kousku začne nám však pohled vypravěčův odhalovat jiného a vlastního protihráče hry: slečnu Tinu. Pomalu, kousek po kousku, dozvídáme se fragmenty jejího zastřeného osudu a – pokud jsme schopni vnímat umělecké dílo – slepujeme si z nich ve fantasii životní historii této nebohé staré panny. To je Jamesovo umění vyprávět příběh mimo příběh.“